# Middlemarch (Nouvelle-Zélande)
Pour les articles homonymes, voir Middlemarch.
Middlemarch est une localité, située dans les limites administratives de la cité de Dunedin, dans la région d'Otago, sur l'île du Sud de la Nouvelle-Zélande.

## Situation
Elle siège au pied de la chaîne de Rock and Pillar Range (en), formée de collines dans  la plaine de la large vallée de Strath-Taieri (en), à travers laquelle s’écoule la partie médiane du fleuve Taieri.

## Gouvernance
Depuis la réorganisation du gouvernement local à la fin des années 1980, ‘Middlemarch’ et plus grande partie de la vallée de Strath-Taieri, sont administrés comme constituant une partie de la cité de Dunedin, dont le centre est à quelque 80 km au sud-est.
La ville de Middlemarch a un réseau d’égouts, réticulé mais n’a pas une fourniture d’eau très diversifiée.

## Population
Middlemarch a une population d’environ 300 habitants.

## Activité économique
C’est principalement une ville de service pour la communauté locale de fermiers et c’est le terminus de la ligne de chemin de fer historique du chemin de fer des gorges de Tairei, et le point de départ du chemin de randonnée de l’Voie verte du chemin de fer de Central Otago.

## Toponymie
Plusieurs hypothèses existent sur l'origine du nom de la ville.
L’une est que Mrs Alice Humphreys, dont le mari Edward Wingfield Humphreys (en) possédait et avait expertisé pour la vente des sections de la nouvelle ville, avait lu la nouvelle de George Eliot Middlemarch, étude de la vie de province.
Une autre est que le nom proviendrait du terme anglais, maintenant obsolète de march signifiant « frontière », ici, la zone de milieu entre les deux rivières.
Comme pour de nombreux lieux dans ou tout près de la région du plateau de Maniototo (en), son nom peut avoir été influencé par les ancêtres venant du Northumberland du premier géomètre, qui explora la région John Turnbull Thomson car il y a une région nommée Middle March dans le Northumberland, centrée sur la ville de Otterburn).